# مادة مظللة
تستخدم المادة المظللة في علم الأشعة في التصوير الطبي لإظهار أو توضيح طبقة أو سائل في الجسم عن طريق حقنها أو تناولها من قبل المريض. ومبدأ عمل المادة المظللة يكون في كون المادة تمتص الأشعة أو الأمواج المستخدمة في التصوير الطبي بشكل أكبر من الأنسجة المحيطة بها، وبالتالي يظهر الفراغ أو الوعاء الذي يحوي المادة المظللة بشكل أوضح. 

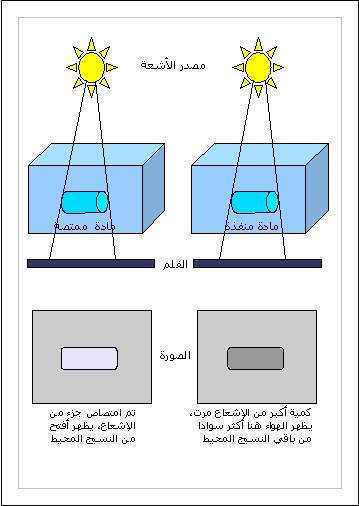
رسم توضيحي للمواد المظللة الممتصة، والمواد المظللة المنفذة، على اليمين وقد ملئ الوعاء بمادة منفذة، كالهواء، مما نفذ كمية أكبر من الإشعاع، وظهر الظل أغمق، أما على اليسار فملئ الوعاء بمادة مظللة ممتصة (حاجبة) حجبت الشعاع، فبقي الفلم فاتح اللون

## أنواع المواد المظللة من ناحية المبدأ
تقسم المواد المظللة إلى قسمين رئيسيين: امتصاصية ومنفذة. والفرق أن النوع الأول يمتص الأشعة أو الأمواج المستخدمة في التشخيص أكثر من النسيج الحي المحيط، وتظهر المادة المظللة أغمق من المحيط، بينما المنفذة امتصاصها للأمواج أقل من النسيج، وتظهر بشكل أفتح من النسيج المحيط. لاحظ الصورة

## الحاجة للمواد المظللة

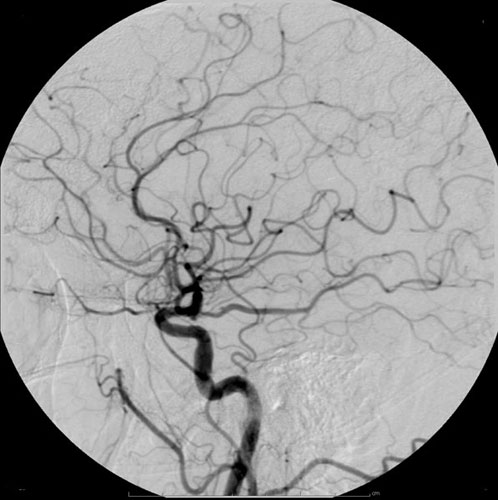
مثالٌ آخر على المادة المظللة، هنا حُقنت المادة المظللة في الأوعية الدموية الدماغية، وظهرت بشكل واضح، شاهد أيضاً القسطرة الشريانية

تستخدم المواد المظللة في التشخيص الطبي، لتشخيص تغيرات تحصل في أعضاء معينة في الجسم كالأوعية الدموية مثلاً التي هي في حالتها الطبيعية ممتلئة بالدم، الذي له كثافة إشعاعية مشابهة لكثافة النسيج المحيط (عضلات أو أنسجة رابطة) وبالتالي لا يمكن رؤية الأوعية الدموية على صورة الأشعة. فيتم حقن المادة الملونة في هذه الأوعية الدموية، مما يرفع الكثافة الشعاعية للمحتوى الوعاء الدموي ـ هنا على سبيل المثال ـ ويجعل محتوى هذا الوعاء ومساره واضحاً. كما هو مبين في الصورة التي تظهر القسطرة. وهذا المبدأ يمكن استخدامة في إظهار محتويات كثير من «الأوعية» في جسم الإنسان، مثل الجهاز الهضمي أو المثانة والمجاري البولية... الخ.

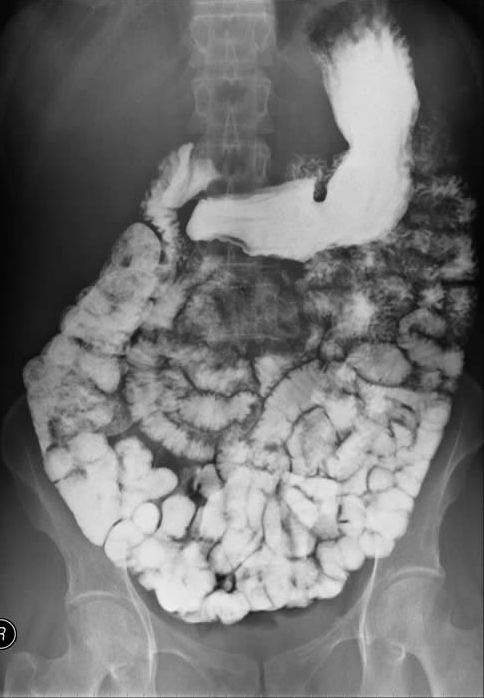
مثال على المادة المظللة في الأمعاء الدقيقة، لاحظ أنه لولا المادة المظللة ماظهر باطن الأمعاء

## مركباتاليود
يدخل اليود في تركيب عدد من المواد المظللة، وذلك كون اليود كثيف إشعاعياً، يعتبر من المواد الممتصة للأشعة، ويشيع استخدام اليود لقلة الآثار الجانبية الناجمة عن مركبات اليود وبخاصة غير المتأينة إذا ما قورنت مثلاً بالزئبق السام جداً على سبيل المثال.
وهي مركبات يودية قابلة الذوبان في الماء، وبالتالي يمكن حقنها في الأوعية الدموية لكونها قابلة للذوبان في الدم مثلاً، كما يمكن استخدامها في إظهار المجاري البولية على سبيل المثال أيضاً.
يتخلص الجسم من المواد المظللة كما يتخلص من الأدوية بعملية الإطراح الكلوي.
بسبب عملية الإطراح الكلوي، فإن هذه المواد المظللة تشكل عبئاً على الكلى وهنا يكمن خطر الفشل الكلوي. انظر الآثار الجانبية للمواد المظللة.
وهناك عدد من المظللات اليودية والتي تختلف فيما بينها بآثارها الجانبية.

## مركبات غير يودية
مركبات الباريوم (أيضاً من المواد المظللة الممتصة) ومثالها: سلفات الباريوم، والتي يتم حلها بالماء، ثم شربها، هذه المركبات لا تتحلل ولا يتم امتصاصها من قبل الأمعاء، مما يجعلها ملائمة لإظهار مجاري الجهاز الهضمي ومثالها ظاهر في الصورة.
المواد المظللة من نوعية الباريوم تنشط حركة الأمعاء، هذه الخاصية تفسِّر استخدام هذه المواد أيضا كعلاج أو محاولة علاج الانسداد المعوي، وهناك فائدة أخرى، وهي إمكان مراقبة نتائج هذه المحاولة العلاجية باستخدام الأشعة.

## أمثلة على المظللات المنفذة
- الهواء من استخدامات الهواء صور الأمعاء المكررة، حيث يحقن الهواء في الأمعاء لتوضيح مجرى الأمعاء، ويمكن استخدامه مع المظلل اليودي لإظهار تفاصيل أكثر.
- ثاني أكسيد الكربون ويمكن استخدامه في اظهار الشرايين إذ أنه بعكس الهواء يمكن أن يحقن في الشرايين، لكون ثاني اكسيد الكربون سريع الذوبان في الدم والسوائل الحيوية، وبالتالي لا يشكل خطراً على الدورة الدموية، ولا يتسبب بالانغلاق.
- الأكسجين

ومن أبسط الأمثلة على هذه المظللات صورة الأشعة للرئتين، هنا يُطلب من المريض بأخذ نَفَس عميق، والبقاء بوضعية الشهيق، مما يملأ الرئتين بالهواء، ويجعل المجاري التنفسية أكثر وضوحاً في الصورة.

## المواد المظللة في استخداماتالموجات فوق الصوتية
في أجهزة السونار (الأمواج فوق الصوتية) هناك مواد تظليلية يتم تطويرها، أبسط المواد التظليلية في السونار هي حقنة سائل مع فقيعات هواء(يتم خض ابرة فيها ماءوملح حتى يختلط الهواء بالماء، وبالتالي تتشكل فقيعات هوائية)، تظهر حين حقنها في الوريد وهذه الفقيعات تصل إلى الرئة وتقوم الرئة بالتخلص منها. هذا مثال على إطراح رئوي. وهناك مواد أخرى أحدث تكون فقاعات الغاز فيها أوضح. كما أن هناك تطوير لمواد تظليلية من الجيل الثاني، والتي يمكن حقنها بالوريد وتتجاوز الرئتين، وتلك تستخدم في إظهار تغيرات في الكبد.

## المواد المظللة في استخدامات موجاتالرنين المغناطيسي
أكثر العناصر استخداماً كمواد مظللة في الرنين المغناطيسي عنصر غادولينيوم ومركباته، إلا أن الماء بحد ذاته يعتبر مظللاً رائعاً في الأمواج المغناطيسية، ويمكن عن طريق معالجة الصور إنجاز تخطيط للأوعية الدموية بناءً على ملاحقة الماء وهو المكون الطبيعي للدم، وذلك دون استخدام مادة تظليلية من الخارج!

## مضاعفات المواد المظللة
معظم الآثار الجانبية المذكورة هي حصيلة الخبرة الطبية في استخدام المواد المظللة المحتوية على اليود، بينما يمكن توقع أن المواد المظللة «الجديدة» يمكن أن يكون لها آثار جانبية مماثلة، أو تظهر لها مع الزمن آثار جانبية أُخرى.

## الصدمة الأرجية
هي أشدّ أنواع التحسس من المواد المظللة، وتتمثل بحصور صدمة (هبوط حاد في ضغط الدم، ضيق تنفسي حاد يصل إلى الأزمة الصدرية، توقف مفاجئ للقلب أو للتنفس. وبرغم أن هذه المضاعفات نادرة الحدوث، إلا أنها تشكل تحدياً خطيراً وتطلب العلاج السريع باستخدام الأدرينالين والكورتيزون بالإضافة إلى ضرورة تواجد القدرة على الإنعاش المتقدم في المصحة أو العيادة التي تقوم باستخدام المظللات.

## أعراض تحسسية أخرى
في الغالب يكون ظهور الأعراض التحسيية ليس بشدة الصدمة التحسسية آنفة الذكر، ولكن إما على شكل:
- رشح تحسسي، وظهور احمرار على الجلد، يسبب الحكة الشديدة، ويمكن علاجه بمواد مضاد الهيستامين.

أو
- أزمة تنفسية تحسسية (ربو) وتعالج بحقن الكورتيزون لإيقاف احتقان المجاري التنفسية، وإزالة ضيق النفس الذي ينجم عن الحساسية.

## مضاعفات ناجمة عن اليود
في حالات أمراض الغدة الدرقية فإن إعطاء كمية من اليود قد يؤدي إلى «صدمة درقية» ناجمة عن إنتاج حاد ومفرط في هرمونات الغدة الدرقية. تتمثل الأعراض بتسارع في دقات القلب، شعور بالإنهاك المباشر، قد ترتفع درجة حرارة المريض، وقد ينجم عنه اضطراب في دقات القلب. تعالج الصدمة بإعطاء أدوية تمنع دخول اليود إلى الغدة الدرقية مثل مادة (بيركلورات الصوديوم)، وبمعالجة اضطراب دقات القلب مثل إعطاء حاصرات المستقبل بيتا

## القصور الكلوي
المواد المظللة التي يتم طرحها عن طريق الكلى تعتبر عبئاً على الكلى وتزيد من القصور الكلوي بخاصة إذا كان المريض يعاني أصلاً من القصور الكلوي، أما في المرضى الذين لا يعانون أي قصر في الوظائف الكلوية، فإن الكلى قادرة على التخلص من الكميات المستخدمة في الفحوصات الطبية، إذا لم يتم الإفراط في كمية المواد المظللة.
ويمكن تفادي أو التقليل من هذه الآثار الجانبية للمواد المظللة بتخفيف التركيز للمادة المظللة عن طريق شرب كميات أكبر من الماء وذلك لتخفيف العبء عن الكلى، وحماية الكلى.
ويعتبر القصور الكلوي من أهم التحديات التي تواجه استخدام المواد المظللة في الطب، إذ أن آثار هذه المضاعفات قد يكون لمدة طويلة (الفشل الكلوي)، ولها أثر كبير على حياة المريض على المدى المتوسط.